# ادوارد سگن
ادوارد سِگَن (فرانسوی: Édouard Séguin‎ (۲۰ ژانویه ۱۸۱۲ – ۲۸ اکتبر ۱۸۸۰) پزشک و آموزش‌گر فرانسوی بود که در کلامسی، نیور زاده شد. او به‌خاطر فعالیت‌هایش با کودکانی که دارای شناخت‌پریشی بودند، در فرانسه و ایالات متحده آمریکا شناخته می‌شود.

## پیش‌زمینه و فعالیت در فرانسه
او در کالج اوکسر و لیسه سن-لوئی در پاریس تحصیل کرد و از سال ۱۸۳۷ نزد ژان مارک گاسپار ایتار، آموزش‌گر ناشنوایان، به تحصیل و کار پرداخت؛ ایتاری که سرپرست پروندهٔ معروف ویکتور اهل آویرون، ملقب به "کودک وحشی (فیلم ۱۹۷۰)" بود. ایتار بود که سگن را تشویق کرد تا زندگی خود را وقف مطالعه دربارهٔ علل و روش‌های آموزش افراد دارای ناتوانی ذهنی کند. سگن در دوران جوانی تحت تأثیر اندیشه‌های کلود هانری سن سیمون، سوسیالیست آرمان‌گرا نیز قرار داشت.
حدود سال ۱۸۴۰، او نخستین مدرسهٔ خصوصی ویژهٔ آموزش افراد دارای ناتوانی ذهنی را در پاریس بنیان گذاشت. در سال ۱۸۴۶، او کتابی با عنوان درمان اخلاقی، بهداشت و آموزش نادانان (Traitement Moral, Hygiène, et Education des Idiots) منتشر کرد که از نخستین کتاب‌های نظام‌مند دربارهٔ نیازهای خاص کودکان دارای ناتوانی ذهنی به‌شمار می‌رود.

## دستاوردها در ایالات متحده
پس از انقلاب‌های ۱۸۴۸ در اروپا، سگن به ایالات متحده مهاجرت کرد. پس از بازدید و کمک به سازمان‌دهی مدارس مختلفی در آمریکا که براساس الگوی او ایجاد شده بودند، در کلیولند ساکن شد و سپس به پورتسموث، اوهایو رفت. بعدها به نیویورک (ایالت) رفت و در مانت ورنون، نیویورک (۱۸۶۰) مطب پزشکی دایر کرد. در سال ۱۸۶۱، از دانشگاه نیویورک دکترای پزشکی گرفت. در ۱۸۶۳ به شهر نیویورک رفت و در آسایشگاه جزیره رندال تلاش‌هایی برای بهبود وضعیت کودکان دارای ناتوانی انجام داد.
در ایالات متحده، سگن چندین مدرسه برای درمان افراد دارای ناتوانی ذهنی در شهرهای مختلف بنیاد نهاد. در سال ۱۸۶۶، کتابی با عنوان نادانی و درمان آن با روش فیزیولوژیک (Idiocy: and its Treatment by the Physiological Method) منتشر کرد که در آن، روش‌های مورد استفاده در «مدرسهٔ فیزیولوژیک سگن» در نیویورک شرح داده شده‌اند. برنامه‌های این مدارس بر تقویت استقلال و اتکای به‌نفس افراد دارای ناتوانی ذهنی، از راه آموزش هم‌زمان وظایف جسمی و ذهنی، تأکید داشتند.
ادوار سگن نخستین رئیس «انجمن پزشکان مؤسسات آمریکایی برای نادانان و کم‌هوش‌ها» شد، که امروزه با نام انجمن آمریکایی برای ناتوانی ذهنی و رشدی شناخته می‌شود. تلاش‌های او در زمینهٔ آموزش افراد دارای ناتوانی ذهنی، الهام‌بخش بزرگ آموزش‌گر ایتالیایی ماریا مونته‌سوری بود.
در دههٔ ۱۸۷۰، سگن سه اثر در زمینهٔ اندازه‌گیری دما منتشر کرد، حوزه‌ای که از سال ۱۸۶۶ به آن توجه ویژه‌ای داشت: دماسنج‌های فیزیولوژیک (پاریس، ۱۸۷۳)، جدول‌های دماسنجی ریاضی (۱۸۷۳) و دماسنجی پزشکی و دمای بدن انسان (نیویورک، ۱۸۷۶). او همچنین نوعی دماسنج فیزیولوژیک طراحی کرد که «صفر» آن نشانگر دمای طبیعی بدن بود. افزون بر این، نشانه‌ای پزشکی با عنوان «علامت سگن» به نام او ثبت شده که به‌صورت یک کشش ماهیچه ناخواسته پیش از حملهٔ صرع تعریف شده است.

## آثار
- [Traitement Moral, Hygiène et éducation des idiots et des autres enfants arriérés ... Paris: Baillière. 1846. {{cite book}}: Check |url= value (help)](https://archive.org/details/traitementmoral00segugoog}})
- [Idiocy: and its Treatment by the Physiological Method. New York: W. Wood & Co. 1866. {{cite book}}: Check |url= value (help)](https://archive.org/details/idiocyanditstre00sggoog}})
- [New Facts and Remarks Concerning Idiocy: Being a Lecture Delivered before the New York Medical Journal Association, October 15, 1869. ) New York: Wood. 1870. {{cite book}}: Check |url= value (help)
- [Medical Thermometry, and Human Temperature. ) New York. 1871. {{cite book}}: Check |url= value (help)
- [Report on Education. Washington: Government Printing Office. 1875. {{cite book}}: Check |url= value (help)](https://archive.org/details/reportoneducati01segugoog}})
- [Psycho-physiological Training of the Idiotic Hand. ) New York: G.P. Putnam's Sons. 1879. {{cite book}}: Check |url= value (help)